# جبل توندانو
جبل توندانو (بالإندونيسية: Gunung Tondano) بركان يقع في مقاطعة سولاوسي الشمالية في سولاوسي في إندونيسيا، يوجد كالديرا بعرض 20 × 30 كم تم تشكيلها في العصر الميوسيني المتأخر أو البليوسين المبكر، والتي تشكلت من خلال ثوران ضخم. يشمل نشاط ما بعد كالديرا المخاريط البيروقراطية، وتدفقات سبج ومناطق الطاقة الحرارية الأرضية في منطقة كالديرا. تقع بحيرة توندانو في الجانب الشرقي من كالديرا.
تقع كالديرا البانغولومبية الإهليلجية بطول 5 كيلومترات وعرضها 3.5 كم داخل كالديرا توندانو، وتتشكل من ثوران بركان قديم من سوما.
في الآونة الأخيرة بُنيت سوما البراكين في سوبوتان وسيمبو ولوكون إمبونج وماهاو، وذلك على طول حافة كالديرا توندانو، مع كون سوبوتان أصغر وأقل نشاطًا في المجموعة. تم اعتماد بحث كالديرا توندانو كمصدر محتمل للطاقة الحرارية الأرضية لدعم السكان المتزايد في المنطقة المجاورة للكالديرا. تزايد الطلب على الطاقة في إندونيسيا، ومن المحتمل أن يوفر نظام كالديرا توندانو طاقة نظيفة لآلاف السكان في شمال سولاوسي.